# Commission électorale nationale (Liberia)
La Commission électorale nationale (NEC ) de la république du Libéria, est une agence autonome du Libéria qui supervise les élections nationales du Libéria.

## Personnel
Les personnes suivantes sont membres de la Commission de 2023
- Président : Davidetta Browne Lansanah
- Vice-présidente : P. Teplah Reeves
- Commissaires :
  - Boakai Dukuly
  - Josephine Kou Gaye
  - Barsee Leo Kpangbai
  - Ernestine Morgan-Awar (ESQ.)
  - Floyd Oxley Sayor
- Directeur exécutif
- Directeurs exécutifs adjoints

## Aide internationale
En 2009, un contrat de 17,5 millions de dollars a été proposé à la NEC par l'USAID par l'intermédiaire de la Fondation internationale pour les systèmes électoraux (en). L'argent a été fourni pour aider la commission à organiser les élections générales de 2011 (en) et 2014,. L'aide a été saluée par le commissaire électoral de l'époque, James Fromayan (en).